# Löwenbräu Buttenheim
 (mai 2021).
Si vous disposez d'ouvrages ou d'articles de référence ou si vous connaissez des sites web de qualité traitant du thème abordé ici, merci de compléter l'article en donnant les références utiles à sa vérifiabilité et en les liant à la section « Notes et références ».
Löwenbräu Buttenheim est une brasserie à Buttenheim.

## Histoire
La brasserie est fondée en 1880, depuis lors, la brasserie est une entreprise familiale.

## Production
On brasse de la lager, de la Helles, de la pils, la Bartholomäus Fest-Märzen, de la Zwickelbier légère, de la Festbier et de la bock.